# Tiernan O'Halloran

a Compétitions nationales et continentales officielles uniquement.

b Matchs officiels uniquement.
Dernière mise à jour le 20 août 2024.
Tiernan O'Halloran (nom irlandais: Tiernan - hAllaráin ; né le 26 février 1991) est un joueur international irlandais de rugby à XV, jouant au poste d'arrière, voire au poste d'ailier.
Durant toute sa carrière, il évolue avec la province du Connacht, avec qui il remporte notamment le Pro 12 en 2016.

## Biographie

### Jeunesse et formation
O'Halloran a grandi à Clifden dans le comté de Galway. Il est le fils d'Aidan O'Halloran, qui était un joueur de football gaélique pour le comté d'Offaly GAA avec qui il a disputé la compétition la plus importante de l'île, le All-Ireland championship, dans les années 1980. En 2012, Aidan O'Halloran est devenu président de la branche du Connacht Rugby auprès de l'IRFU.
O'Halloran a joué au rugby avec le club du Connemara RFC. Il étudie au Garbally College de Ballinasloe avec qui il remporte le championnat junior du Connacht en 2005. Il va ensuite au Collège Cistercien de Roscrea avec qui il dispute le championnat senior du Leinster.
En plus de rugby, O'Halloran a joué au football gaélique. Il a joué avec le club de Clifden et a été intégré deux ans dans les équipes jeunes du comté du Galway GAA.

### Carrière au Connacht
O'Halloran a profité du centre de formation du Connacht et il s'est entrainé avec l'équipe réserve à tout juste 16 ans. Il fait ses débuts contre le CRC Madrid lors du Challenge européen 2009-2010 et où qui il inscrit un essai,. O'Halloran a disputé son premier match de Pro12 la même année à l'occasion d'un match contre les Scarlets. La saison suivante, tout en restant dans l'académie, O'Halloran dispute trois rencontres en tant que remplaçant.
Après avoir été diplômé de l'académie du Connacht, O'Halloran signe un contrat de développement pour la saison 2011-12. Cette saison voit le Connacht disputer la  H-Cup, une première dans l'histoire de la province. Le 11 novembre 2011, O'Halloran inscrit le premier essai du Connacht dans la compétition contre les Harlequins lors de la première journée. Il joue également contre Toulouse (défaite 10-36 puis 3-24) et contre Gloucester (défaite 19-23), inscrivant un autre essai contre les Anglais. Il participe à la première victoire de la province dans la compétition en battant les Harlequins sur le score de 9-8.
Lors de la saison 2015-2016, le Connacht remporte son premier titre en Pro12 en remportant la finale face au Leinster (20-10) grâce notamment à un essai de Tiernan O'Halloran.
En fin de saison 2023-2024, Tiernan O'Halloran prend sa retraite sportive à l'âge de 33 ans, après quinze ans de carrière. Il a joué au total 236 matchs et marqué 48 essais,.

### Carrière internationale
Au cours de la saison 2011-12, il a été appelé par Declan Kidney pour s'entraîner avec l'équipe senior. Il connait sa première sélection contre l'Afrique du Sud le 18 juin 2016.

## Palmarès

### En province
- Connacht
  - Vainqueur du Pro 12 en 2016

### En équipe nationale
- Irlande -20
  - Vainqueur du Tournoi des Six Nations des moins de 20 ans en 2010